# John Murdoch (Leichtathlet)
John Murdoch (* 25. September 1885 in Aberdeenshire, Schottland; † 7. November 1939 in Vancouver) war ein kanadischer Hammerwerfer britischer Herkunft.
Bei den Olympischen Spielen 1924 in Paris wurde er Achter mit 42,48 m.
Seine persönliche Bestleistung von 48,31 m stellte er am 30. April 1924 in Vancouver auf.